# Цукерман, Фил
Филипп Джозеф Цукерман (родился 26 июня 1969 года), известный как Фил Цукерман, является профессором социологии и светских исследований в колледже Питцера в Клермонте, штат Калифорния . Он специализируется на социологии секулярности . Он является автором нескольких книг, в том числе «Общество без Бога» (Society Without God) (2008), за которую он удостоился серебряной награды «Книга года» от журнала ForeWord Magazine, и «Больше не верю» (Faith No More) (2011).

## Ранняя жизнь и образование
Родившийся 26 июня 1969 года в Лос-Анджелесе, штат Калифорния, Цукерман вырос в Pacific Palisades и учился в колледже Санта-Моники . Он перевелся в Орегонский университет в Юджине, где получил степень бакалавра искусств (1992 г.), магистра искусств (1995 г.) и доктора философии (1998 г.), все в области социологии.

## Карьера
Цукерман — профессор социологии и светских исследований в колледже Питцера в Клермонте, штат Калифорния. Он также является адъюнкт-профессором в университете Клермонт. Он был приглашенным профессором в Орхусском университете в Дании в 2006 и 2010 годах. Он является редактором специальной серии книг, посвященных светским исследованиям, опубликованных издательством NYU Press. Он входит в совет директоров Brighter Brains, который строит и поддерживает детские дома, школы и клиники в Уганде, и проводит благотворительные проекты в других странах Африки и Азии.
Его исследовательские интересы: секулярность, атеизм, отступничество, мораль и скандинавская культура .

### Опубликованные работы

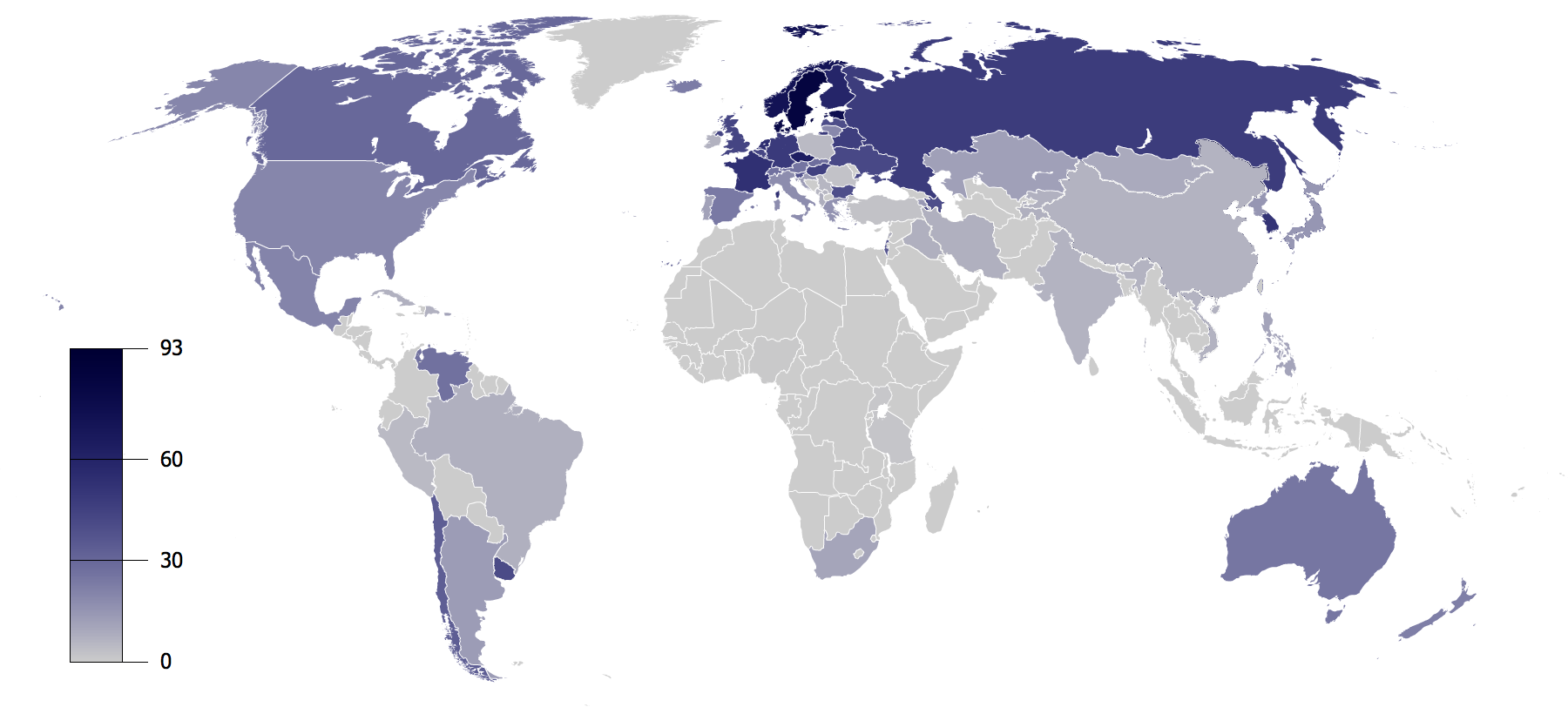
Анализ Фила Цукермана обнаруживает разные уровни атеизма и агностицизма в разных странах мира

Фил Цукерман — автор шести книг, в том числе «Нерелигиозные» , в соавторстве с Люком Галеном и Фрэнком Паскалем; «Жить светской жизнью»; «Больше не верю»; «Общество без Бога»; «Приглашение к социологии религии»; и «Раздоры в святилище». Его работы были переведены на шесть языков, включая персидский, корейский и турецкий.
В книге Фила Цукермана «Общество без Бога» 2008 года отмечается, что Дания и Швеция, «вероятно, наименее религиозные страны в мире и, возможно, в мировой истории», «наслаждаются» одним из самых низких уровней насильственных преступлений в мире [и] самыми низкими уровнями коррупции в мире ". Цукерман отмечает, что у скандинавов «относительно высокий уровень мелких преступлений», но «их общий уровень насильственных преступлений, таких как убийства, нападения с отягчающими обстоятельствами и изнасилования, являются одними из самых низких в мире». В 2009 году обозреватель New York Times Питер Стейнфелс отметил, что Общество без Бога предоставляет доказательства того, что нерелигиозное общество может процветать. Общество без Бога получило серебряную награду «Книга года» от журнала ForeWord Magazine в 2008 году и было отмечено в газете « Нью-Йорк таймс» в статье Питера Стайнфелса.
Книга Цукермана «Жить светской жизнью: новые ответы на старые вопросы» была выпущена в 2014 году и рецензирована в «Нью-Йорк таймс» Сьюзен Джейкоби. Жить светской жизнью была названа «Лучшей книгой 2014 года» еженедельником «Publishers Weekly» и была включена в комментарий обозревателя New York Times Дэвида Брукса.
Американская гуманистическая ассоциация признала Цукермана специалистом в области возрастающей нерелигиозности в Соединенных Штатах . Цукерман является членом редакционной коллегии « Секуляризм и нерелигия» и организатором конференции «Сеть исследований нерелигиозности и секулярности» .

### Публичные комментарии
Цукерман сказал, что 20 процентов американцев нерелигиозны, в то время как среди граждан моложе 30 лет эта цифра составляет 30 процентов. Цукерман отметил, что в Соединенных Штатах религию часто отождествляют с патриотизмом. Он заявил, что, хотя «он приветствует страсть и цель» Американских Атеистов (American Atheists), они составляют меньшинство, так как большинство атеистов в Америке «не злы, не ненавидят религию и не нуждаются в форуме для выражения».
Цукерман обнаружил, что уровень убийств в скандинавских странах снизился после отмены смертной казни, и выступил против применения таковой в Соединенных Штатах.
Цукерман обнаружил, что не связанные с религией люди, как правило, более склонны поддерживать прогрессивную политику, а упадок протестантского христианства в Америке наносит удар по консерватизму. Также Цукерман прокомментировал рост светского иудаизма и, что растущие движения атеистов в Соединенных Штатах были ответом на влияние христианского правого крыла.

### Программа по исследованию секуляризма
В 2011 году он основал и в настоящее время возглавляет первую программу светских исследований. Когда эта программа была представлена, Институт по изучению секуляризма в обществе и культуре в Тринити-колледже отметил, что это была первая программа, которая предложила ученую степень в светских исследованиях. Программа позволяет студентам специализироваться на светских исследованиях, в том числе на базовом курсе «Социология светского мира». Первый студент, окончивший колледж Питцера со степенью по светским исследованиям, стал первым студентом в Соединенных Штатах, получившим такую степень.

## Личная жизнь
Цукерман живет в Клермонте, штат Калифорния, со своей женой и тремя детьми.

## Список используемой литературы
- The Nonreligious: Understanding Secular People and Societies (англ.). — Oxford University Press, 2016.  The Nonreligious: Understanding Secular People and Societies (англ.). — Oxford University Press, 2016.  The Nonreligious: Understanding Secular People and Societies (англ.). — Oxford University Press, 2016.
- Living the Secular Life: New Answers to Old Questions (англ.). — Penguin Press[англ.], 2014.  Living the Secular Life: New Answers to Old Questions (англ.). — Penguin Press[англ.], 2014.  Living the Secular Life: New Answers to Old Questions (англ.). — Penguin Press[англ.], 2014.
- Faith no more : why people reject religion (англ.). — Oxford University Press, 2011.  Faith no more : why people reject religion (англ.). — Oxford University Press, 2011.  Faith no more : why people reject religion (англ.). — Oxford University Press, 2011.
- Atheism and secularity (неопр.). — Praeger, 2010.  Atheism and secularity (неопр.). — Praeger, 2010.  Atheism and secularity (неопр.). — Praeger, 2010.
- Society without God : what the least religious nations can tell us about contentment (англ.). — New York University Press.  Society without God : what the least religious nations can tell us about contentment (англ.). — New York University Press.  Society without God : what the least religious nations can tell us about contentment (англ.). — New York University Press.
- Sex and religion (неопр.). — Thomson Wadsworth[англ.], 2005.  Sex and religion (неопр.). — Thomson Wadsworth[англ.], 2005.  Sex and religion (неопр.). — Thomson Wadsworth[англ.], 2005.
- Invitation to the Sociology of Religion (неопр.). — Routledge, 2003.